# Betul Bazar
Betul Bazar è una suddivisione dell'India, classificata come nagar panchayat, di 9.645 abitanti, situata nel distretto di Betul, nello stato federato del Madhya Pradesh. In base al numero di abitanti la città rientra nella classe V (da 5.000 a 9.999 persone).

## Geografia fisica
La città è situata a 21° 51' 22 N e 77° 55' 39 E e ha un'altitudine di 664 m s.l.m..

## Società

### Evoluzione demografica
Al censimento del 2001 la popolazione di Betul Bazar assommava a 9.645 persone, delle quali 4.964 maschi e 4.681 femmine. I bambini di età inferiore o uguale ai sei anni assommavano a 1.143, dei quali 597 maschi e 546 femmine. Infine, coloro che erano in grado di saper almeno leggere e scrivere erano 7.067, dei quali 3.946 maschi e 3.121 femmine.